# (9715) Paolotanga
(9715) Paolotanga est un astéroïde de la ceinture principale.

## Description
(9715) Paolotanga est un astéroïde de la ceinture principale. Il fut découvert le 30 septembre 1975 à l'observatoire Palomar par Schelte J. Bus. Il présente une orbite caractérisée par un demi-grand axe de 3,17 UA, une excentricité de 0,05 et une inclinaison de 9,6° par rapport à l'écliptique.

## Compléments